# 唐復
唐復（1369年—？），字永亨，直隸常州府武進縣人，民籍，明朝政治人物。進士出身。

## 生平
府學生，應天府丙子科鄉試第二百五十名。建文二年（1400年）庚辰科會試第二十六名，殿試登進士三甲。后擔任餘姚縣知縣、調任零陵縣知縣、交趾。后升任大理寺副，官至平樂府知府。
曾祖父唐華甫、祖父唐汝文，父亲唐誠。